# 1246
- Wikisource

| Calendário gregoriano                                                        | 1246 MCCXLVI                                         |
| Ab urbe condita                                                              | 1999                                                 |
| Calendário arménio                                                           | 695 – 696                                            |
| Calendário bahá'í                                                            | -598 – -597                                          |
| Calendário budista                                                           | 1790                                                 |
| Calendário chinês                                                            | 3942 – 3943 Início a 19 de janeiro (aproximadamente) |
| Calendário copta                                                             | 962 – 963                                            |
| Calendário etíope                                                            | 1238 – 1239                                          |
| Calendários hindus - Vikram Samvat - Calendário nacional indiano - Cáli Iuga | 1301 – 1302 1167 – 1168 4346 – 4347                  |
| Calendário Holoceno                                                          | 11246                                                |
| Calendário islâmico                                                          | 644 – 645                                            |
| Calendário judaico                                                           | 5006 – 5007                                          |
| Calendário persa                                                             | 624 – 625                                            |
| Calendário rúnico                                                            | 1496                                                 |
| Calendário solar tailandês                                                   | 1789                                                 |

1246 (MCCXLVI, na numeração romana) foi um ano comum do século XIII do Calendário Juliano, da Era de Cristo, e a sua letra dominical foi G (52 semanas), teve início numa segunda-feira e terminou também numa segunda-feira.
No reino de Portugal estava em vigor a Era de César que já contava 1284 anos.
| Ano completo                         |
| ------------------------------------ |
| Ano comum com início à segunda-feira |

## Eventos
- Em Portugal, reconquista definitiva de Silves (Portugal) aos árabes.

## Nascimentos
- Henrique Henriques, Senhor de la Puebla de los Infantes e 1.º senhor de Villalba.

## Mortes
- 31 de Maio - Isabel de Angoulême, Rainha Consorte de Inglaterra entre 1200 e 1216 (n. 1190).